# Баэс, Хайме
Хайме Баэс Стабиле (исп. Jaime Báez Stábile; родился 25 апреля 1995 года, Монтевидео, Уругвай) — уругвайский футболист, нападающий.

## Биография

### Клубная карьера
Баэс начал карьеру в клубе «Хувентуд Лас-Пьедрас». 25 августа 2012 года в матче против «Ривер Плейта» он дебютировал в уругвайской Примере. 10 ноября в поединке против «Ливерпуля» Хайме сделал «дубль», забив свои первые голы за «Хувентуд». В конце 2014 года Баэсом интересовался ряд европейских клубов, среди которых были «Ливерпуль», «Ювентус», «Интер», «Милан» и «Аякс». Уругваец несколько раз побывал на просмотре в «Ливерпуле» и участвовал в предсезонном турне команды, а в декабре английский клуб предложил за игрока 3,2 млн фунтов, но переход не состоялся из-за сложностей с получением разрешения на работу в Англии. В начале 2015 года он на правах аренды перешёл в «Дефенсор Спортинг». 7 марта в матче против «Феникса» Баэс дебютировал за новую команду. 3 мая в поединке против «Ривер Плейта» Хайме забил свой первый гол за «Дефенсор».
Летом 2015 года Баэс перешёл в итальянскую «Фиорентину». В начале 2016 года для получения игровой практики он на правах аренды перешёл в «Ливорно». 25 января в матче против «Комо» Хайме дебютировал в итальянской Серии B.
Летом 2016 года Баэс был отдан в аренду клубу «Специя» до конца сезона 2016/2017. 4 сентября в матче против «Латины» он дебютировал за новую команду. В поединке против «Тернаны» Хайме забил свой первый гол за «Специю». Руководство клуба хотело арендовать уругвайца и на сезон 2017/2018, но Баэс предпочёл другой клуб и 17 августа 2017 года отправился в годичную аренду, на этот раз в «Пескару». 3 сентября в матче против «Перуджи» он дебютировал за новый клуб.

### Международная карьера
В начале 2015 года Баэс в составе молодёжной сборной Уругвая принял участие в домашнем молодёжном чемпионате Южной Америки. На турнире он сыграл в матчах против команд Венесуэлы, Чили, Перу, Парагвая, Аргентины, дважды Колумбии и Бразилии. Хайме помог молодёжной национальной команде завоевать бронзовые медали.
Летом того же года Баэс принял участие в молодёжном чемпионате мира в Новой Зеландии. На турнире он сыграл в матчах против Мексики, Мали и Бразилии.

## Стиль игры
Баэс играет преимущественно на позициях центрального нападающего и левого вингера. Технического мастерства Баэсу не достаёт, но благодаря хорошей скорости и крепкому сложению он достаточно уверенно чувствует себя в игре против защитников. Хайме хорошо видит поле и умело играет в завершающей фазе атаки. На родине Баэса часто сравнивали с соотечественником Луисом Суаресом.

## Достижения
Международные
 Уругвай (до 20)
- Молодёжный чемпионат Южной Америки — 2015